# Waldemar Fritsch (Bildhauer)
Waldemar Fritsch  (* 23. März 1909 in Altrohlau; † 13. Juli 1978 in Ansbach) war ein sudetendeutscher Porzellanplastiker, der nach seiner Vertreibung aus Westböhmen 1946 bis zu seinem Tod in Ansbach lebte und wirkte und hier von 1949 bis 1953 die freie Kunstschule leitete.

## Leben
Waldemar Fritsch wurde 1909 als zehntes und letztes Kind im zur damaligen Doppelmonarchie Österreich-Ungarn gehörenden Altrohlau in eine bäuerliche Familie hineingeboren. Der Vater war noch bis zum 75. Lebensjahr als Fiaker in Karlsbad tätig. Nach Absolvierung der Volks- und Bürgerschule begann Fritsch eine Ausbildung zum Porzellandreher und Formgießer in der Porzellanfabrik „Viktoria“ in Altrohlau. Das Egerbecken um Karlsbad und Teplitz-Schönau galten damals als wichtige Standorte der Porzellan- und Keramikindustrie. In Karlsbad (seit 1925) und Teplitz-Schönau (1875) existierten Fachschulen zur technischen und künstlerischen Ausbildung vom Keramikern, in Altrohlau wurde seit 1811 Porzellan hergestellt.
Sein weiterer Weg führte ihn über die Porzellanfachschule Fischern (ab 1926) an die Prager Kunstgewerbeschule (ab 1929). In seiner Karlsbader Zeit machte er durch die künstlerische Qualität von Kleinplastiken wie dem Terrakotta-Relief „Jugend“, einer Kätzchen- und Hühnergruppe sowie eines liegenden Wolfshundes auf sich aufmerksam. In Prag schuf er Porzellanplastiken des Hl. Sebastian, einer Loreley, eines Kakadus, von Ballwerferinnen sowie einer Maria mit Kind und Schäfchen.
1934 erhielt Waldemar Fritsch eine Assistentenanstellung an der Staatsfachschule für Keramik in Teplitz-Schönau, deren Schulleitung er im Herbst 1938 übernahm. 1939 führte ihn eine ihm angetragene Professur für angewandte Plastik an die Staatliche Fachschule für Porzellanindustrie nach Karlsbad zurück. Nach Denunziationen wurde Fritsch 1939 in Dresden und Berlin durch die Gestapo inhaftiert und nach seiner Entlassung 1940 mit einem Berufsverbot belegt. 1943 erfolgte die Einberufung zur Wehrmacht.
1946 siedelte er mit seinen 80-jährigen Eltern nach Südwestdeutschland über, wo er nach Zwischenstationen in Stuttgart-Wendlingen und Ellingen ab 1947 in Ansbach eine neue Heimat fand. Es folgte eine Zeit großer Schaffenskraft, ein Teil seiner Porzellanplastiken fand im Stadtmuseum Ansbach, welches Waldemar Fritsch 1963 eine Sonderausstellung widmete, eine feste Bleibe.
Waldemar Fritsch liegt auf dem Friedhof der Kirche St. Lambertus in Ansbach-Eyb begraben.

## Werke (Auswahl)

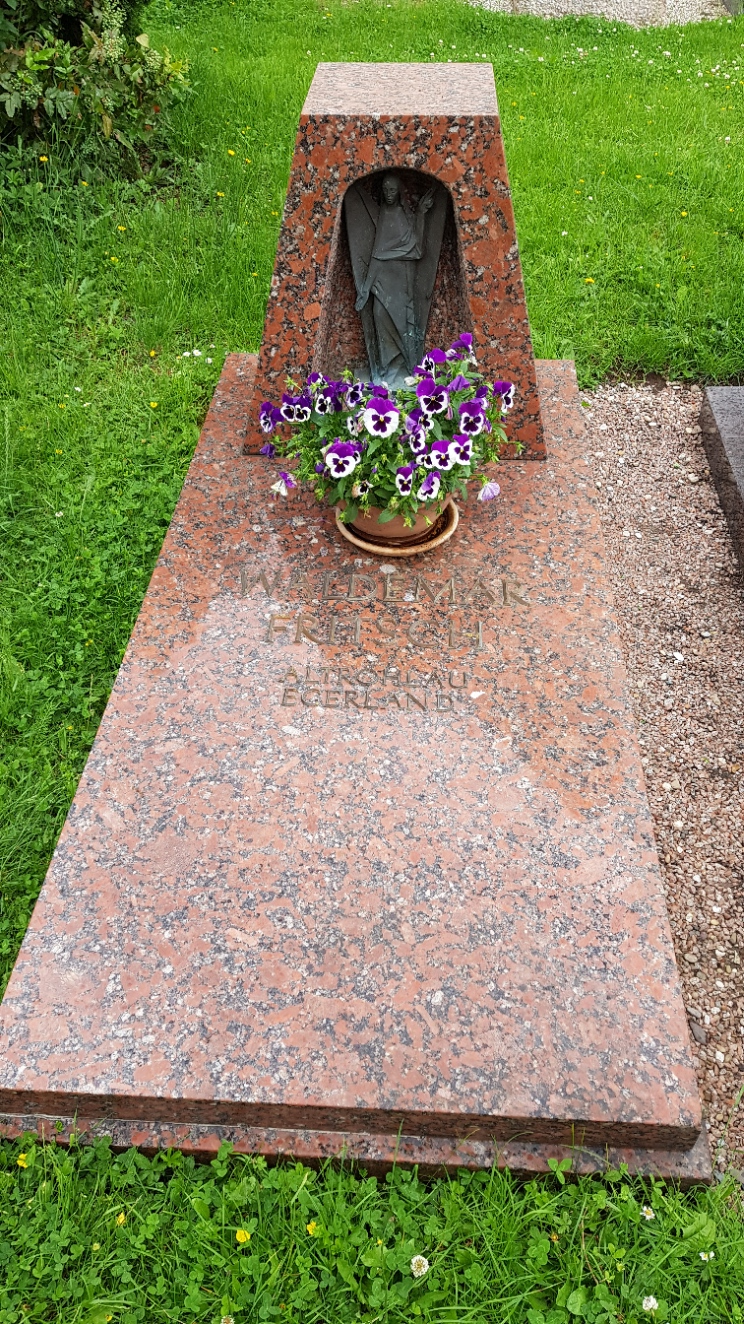
Porphyr-Liegegrabstein östlich der Lambertuskirche auf dem Friedhof von Ansbach-Eyb

(annähernd chronologisch geordnet)
- Scalare
- Egerländer Bauernpaar
- Mädchen mit der Nelke
- Hl. Familie auf der Flucht
- Schwebende
- Segnender Christus
- Sinnender Jüngling
- Venus in der Laube
- Liegender Jüngling
- Liegende Mädchen
- Dreikönigsgruppe
- Lauschende
- Christuskopf
- Junger Männerkopf
- Allegorie auf Karlsbad
- Tag, Nacht und Morgen
- Gesang der Nacht
- Ecce homo
- Xuchitl
- Ixcauatzin